# Gökblomster
Gökblomstret (Lychnis flos-cuculi) är en cirka 70 centimeter hög ört i familjen nejlikväxter, som har ett enrummigt fröhus, vilket öppnar sig med 5 tänder. Det har 5 märken. Gökblomstret växer huvudsakligen på fuktig mark, och blommar under högsommaren.
Blommorna är vanligen rosa eller lilarosa men sällsynt förekommer även vita blommor. Kronbladen är markant uppdelade i fyra flikar. Bladen är smala och mellan 5 och 9 centimeter långa. Stjälken är som hos de flesta arterna av släktet klibbig.
Gökblomster härstammar från Europa.

## Synonymer
Agrostemma flos-cuculi (Miller) G.Don f.
Agrostemma lusitanica (Mill.) G.Don
Coccyganthe flos-cuculi Reichenbach
Coccyganthe pratensis Schur
Coccyganthe subintegra (Hayek) Tzvelev
Coronaria flos-cuculi A.Braun
Lychnis coccugosantha St.Lager
Lychnis cyrilli Richt. ex Reichenbach
Lychnis flos-cuculi L.
Lychnis flos-cuculi f. albiflora Sylvén
Lychnis flos-cuculi subsp. cyrilli (Richt. ex Reichenbach) Rouy & Foucaud
Lychnis flos-cuculi var. congesta Ascherson & Graebner
Lychnis flos-cuculi var. ramosa Seringer
Lychnis laciniata Lam. nom. illeg.
Lychnis laciniflora Stokes
Lychnis lusitanica Miller
Lychnis plumaria S.F.Gray nom. illeg.
Lychnis quadridentata Lucé
Lychnis subintegra (Hayek) Turrill
Melandrium flos-cuculi (L.) Röhl.
Paronychia herniarioides  Michaux
Silene cuculi E.H.L.Krause nom. illeg.
Silene flos-cuculi (L.) Greuter & Burdet
Silene flos-cuculi subsp. subintegra (Hayek) Greuter & Burdet
Silene subintegra (Hayek) Greuter